# Ventnor City
Ventnor City ist eine Stadt im Atlantic County, New Jersey, USA. Das U.S. Census Bureau ermittelte bei der Volkszählung 2020 eine Einwohnerzahl von 9210.

## Geographie
Nach dem United States Census Bureau hat die Stadt eine Gesamtfläche von 9,2 km², wovon 5,5 km² Land und 3,6 km² (39,44 %) Wasser ist.

## Geschichte
Zwei Bauwerke und Stätten des Orts sind im National Register of Historic Places (NRHP) eingetragen (Stand 24. Oktober 2018), der John Stafford Historic District und die Ventnor City Hall.

## Demographie
Nach der Volkszählung von 2000 gibt es 12.910 Menschen, 5.480 Haushalte und 3.255 Familien in der Stadt. Die Bevölkerungsdichte beträgt 2.329,2 Einwohner pro km². 77,10 % der Bevölkerung sind Weiße, 2,94 % Afroamerikaner, 0,19 % amerikanische Ureinwohner, 7,45 % Asiaten, 0,03 % pazifische Insulaner, 9,37 % anderer Herkunft und 2,93 % Mischlinge. 17,14 % sind Latinos unterschiedlicher Abstammung.
Von den 5.480 Haushalten haben 23,0 % Kinder unter 18 Jahre. 42,5 % davon sind verheiratete, zusammenlebende Paare, 12,0 % sind alleinerziehende Mütter, 40,6 % sind keine Familien, 33,5 % bestehen aus Singlehaushalten und in 14,7 % Menschen sind älter als 65. Die Durchschnittshaushaltsgröße beträgt 2,35, die Durchschnittsfamiliengröße 3,02.
20,0 % der Bevölkerung sind unter 18 Jahre alt, 7,1 % zwischen 18 und 24, 29,6 % zwischen 25 und 44, 23,6 % zwischen 45 und 64, 19,8 % älter als 65. Das Durchschnittsalter beträgt 41 Jahre. Das Verhältnis Frauen zu Männer beträgt 100:91,0, für Menschen älter als 18 Jahre beträgt das Verhältnis 100:87,4.
Das jährliche Durchschnittseinkommen der Haushalte beträgt 42.478 USD, das Durchschnittseinkommen der Familien 52.701 USD. Männer haben ein Durchschnittseinkommen von 31.300 USD, Frauen 26.788 USD. Der Prokopfeinkommen der Stadt beträgt 22.631 USD. 7,0 % der Bevölkerung und 3,4 % der Familien leben unterhalb der Armutsgrenze, davon sind 7,8 % Kinder oder Jugendliche jünger als 18 Jahre und 6,0 % der Menschen sind älter als 65.